# Nicho climático humano

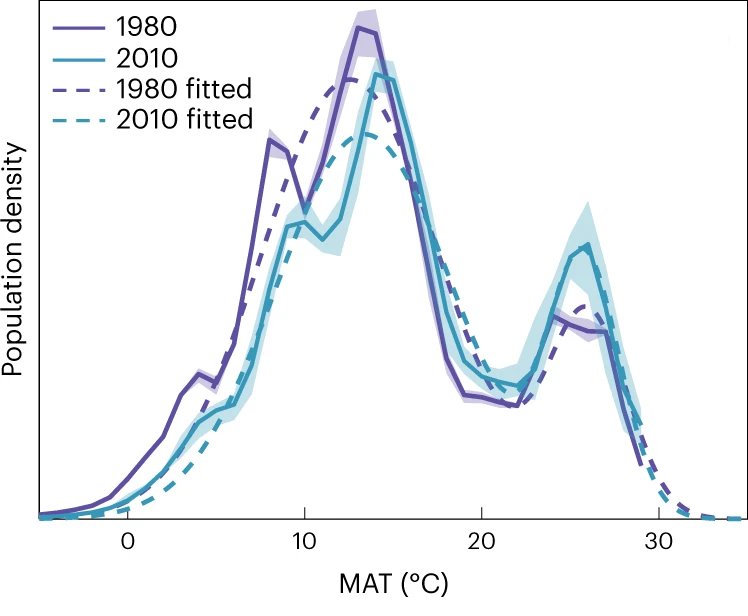
Cambios en la densidad relativa de la población humana en relación con la temperatura media anual.

El nicho climático humano es el conjunto de condiciones climáticas que han sostenido la vida y las actividades humanas, como la agricultura, durante los últimos milenios en el planeta Tierra. El nicho climático humano se calcula utilizando la densidad de la población humana en relación con la temperatura media anual.  La distribución calculada indica que existen dos modos de temperatura que definen el nicho: uno ubicado a 12 °C y cercano entre los ~20 y 25 °C.  Los cultivos y el ganado necesarios para sustentar a la población humana también se limitan a condiciones de nicho similares. Dado el aumento de las temperaturas globales promedio debido al cambio climátio antropogénico, se proyecta que la población humana experimentará condiciones climáticas más allá del nicho climático humano. Algunas proyecciones muestran que, considerando los cambios demográficos y de temperatura, 2,0 y 3,7 mil millones de personas vivirán fuera del nicho en 2030 y 2090, respectivamente. 